# Lange Nieuwstraat (Utrecht)
De Lange Nieuwstraat is een straat in de binnenstad van de Nederlandse stad Utrecht.
Vanaf het Domplein loopt een weg in zuidelijke richting naar het gebouw van de Fundatie van Renswoude. Het eerste circa 150 meter lange deel tot aan de kruisende Hamburgerstraat heet Korte Nieuwstraat, de laatste halve kilometer in het verlengde daarvan de Lange Nieuwstraat.
Reeds rond 1300 bestond deze straat. Tot omstreeks 1618 heette de straat echter nog Nieuwstraat. Na het rond dat jaar doortrekken van de straat vanaf de Hamburgerstraat richting Domkerk, werd het reeds bestaande straatdeel voortaan Lange Nieuwstraat genoemd en het nieuwe deel Korte Nieuwstraat. In de Lange Nieuwstraat bevinden zich vandaag de dag diverse monumenten en andere bijzonderheden, waaronder:
- Sint-Catharinakathedraal, kathedraal van het rooms-katholieke aartsbisdom Utrecht;
- Kleine Vleeshal, 15e-eeuws gebouw van het voormalig slagersgilde;
- Oude Hortus, botanische tuin uit 1723 van de Utrechtse universiteit, aangrenzend het Universiteitsmuseum;
- Beyerskameren, twaalf vrijwoningen uit 1597.

## Bekende bewoners
- Jacobus Bellamy, dichter
- Quint Ondaatje, patriot

## Afbeeldingen

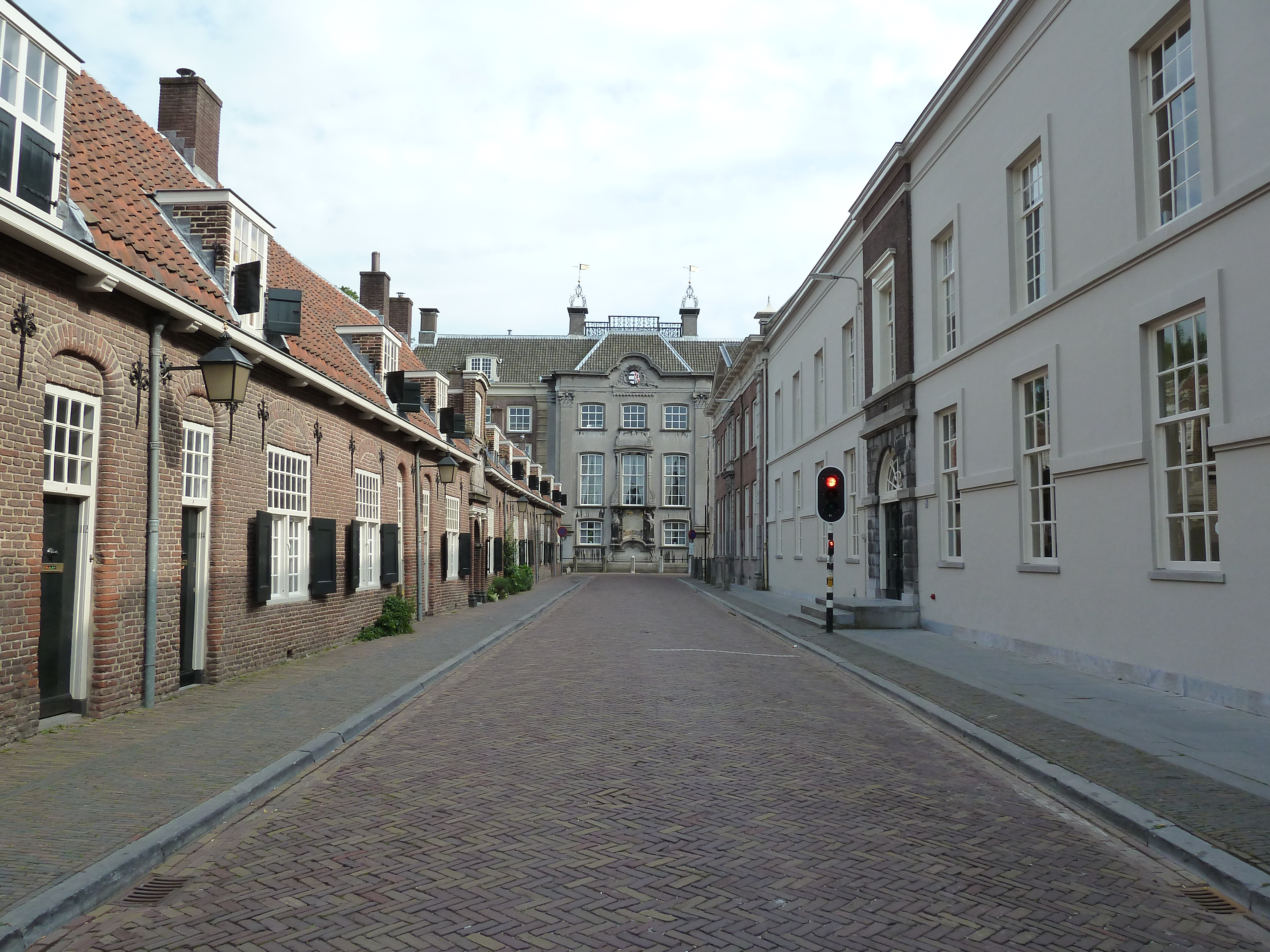
Meest zuidelijke deel van de Lange Nieuwstraat. Links in de foto de Beyerskameren, in het midden de Fundatie van Renswoude, rechts daarvan het nijntje museum.
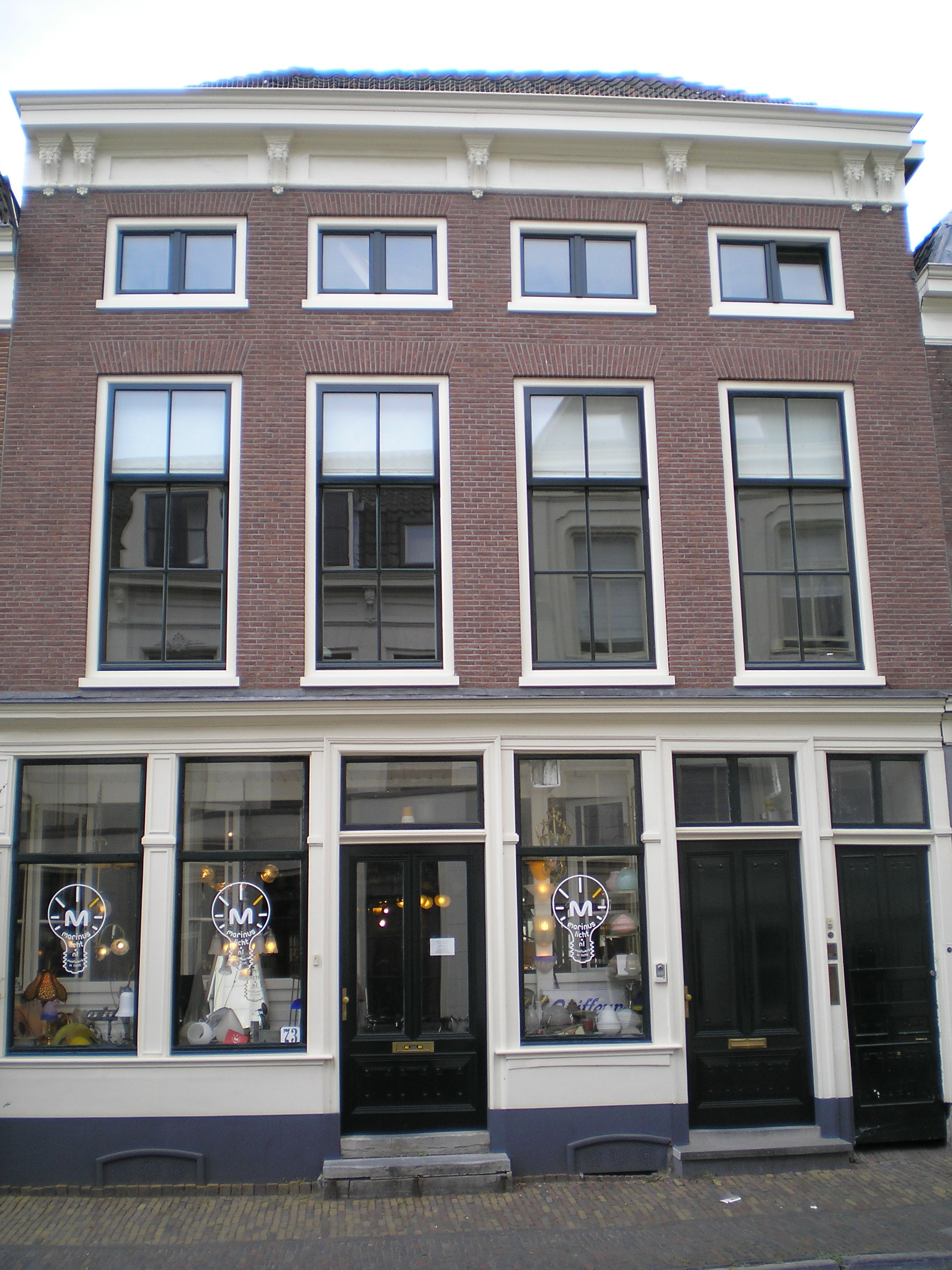
Lange Nieuwstraat nummer 73, 73bis en 71c te Utrecht, achter de deur van 71c bevindt zich nog de vroegere Kromme Elleboogsteeg die liep tot aan de Oudegracht
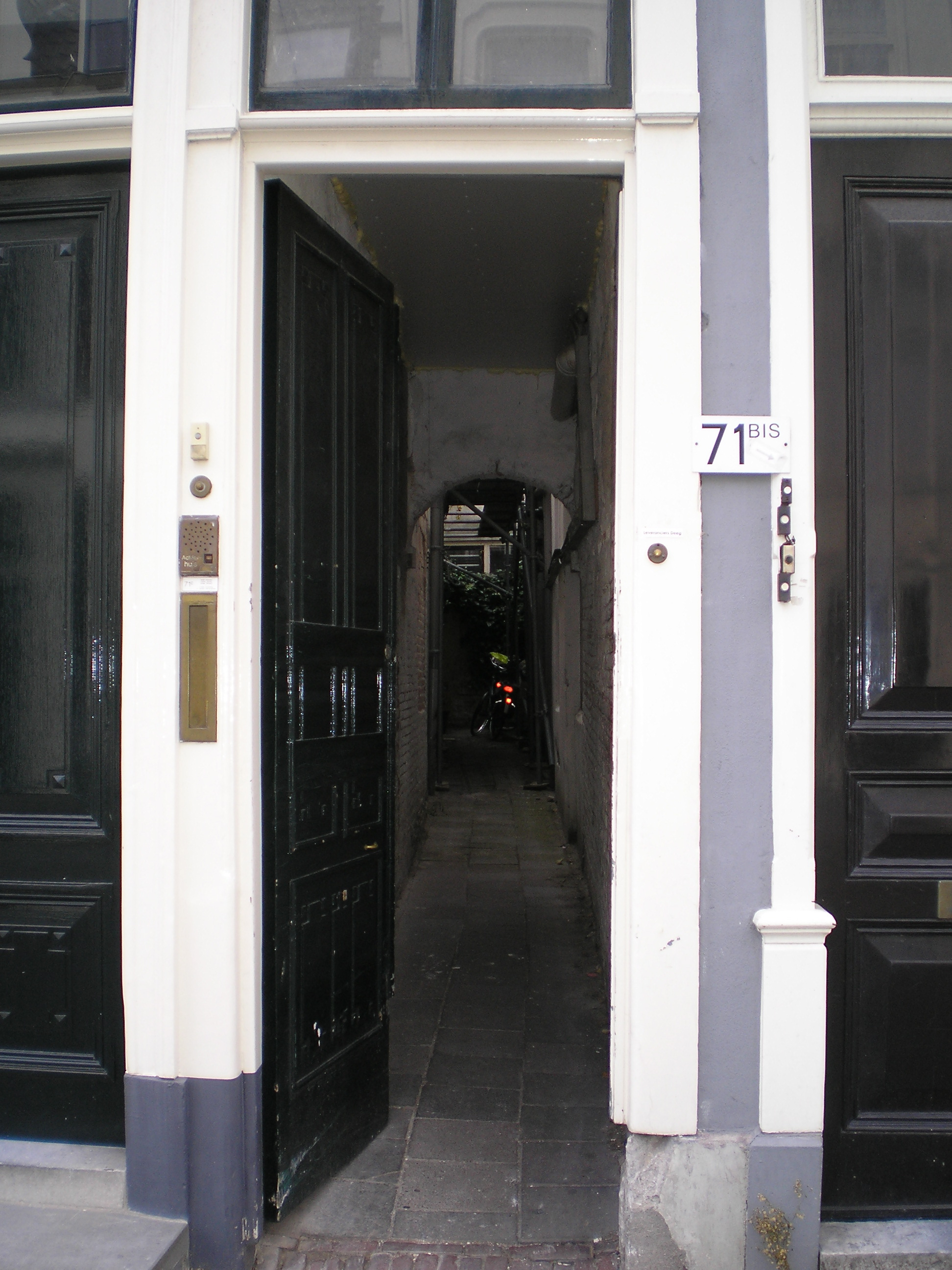
Toegangspoort van de vroegere Kromme Ellenboogsteeg[1] die liep tot aan de Oudegracht, maar is nu halverwege de steeg afgesloten
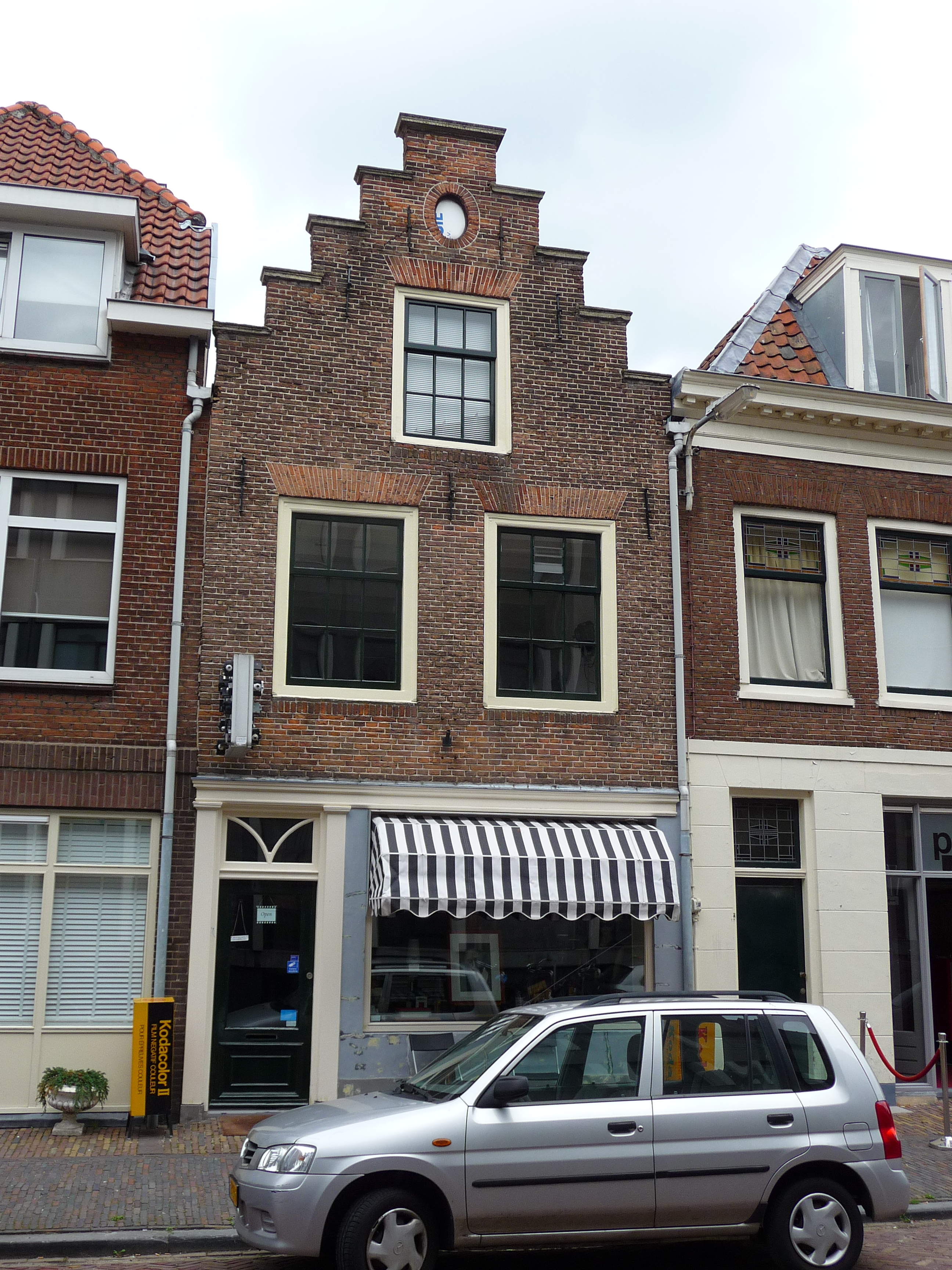
Lange Nieuwstraat 86 te Utrecht
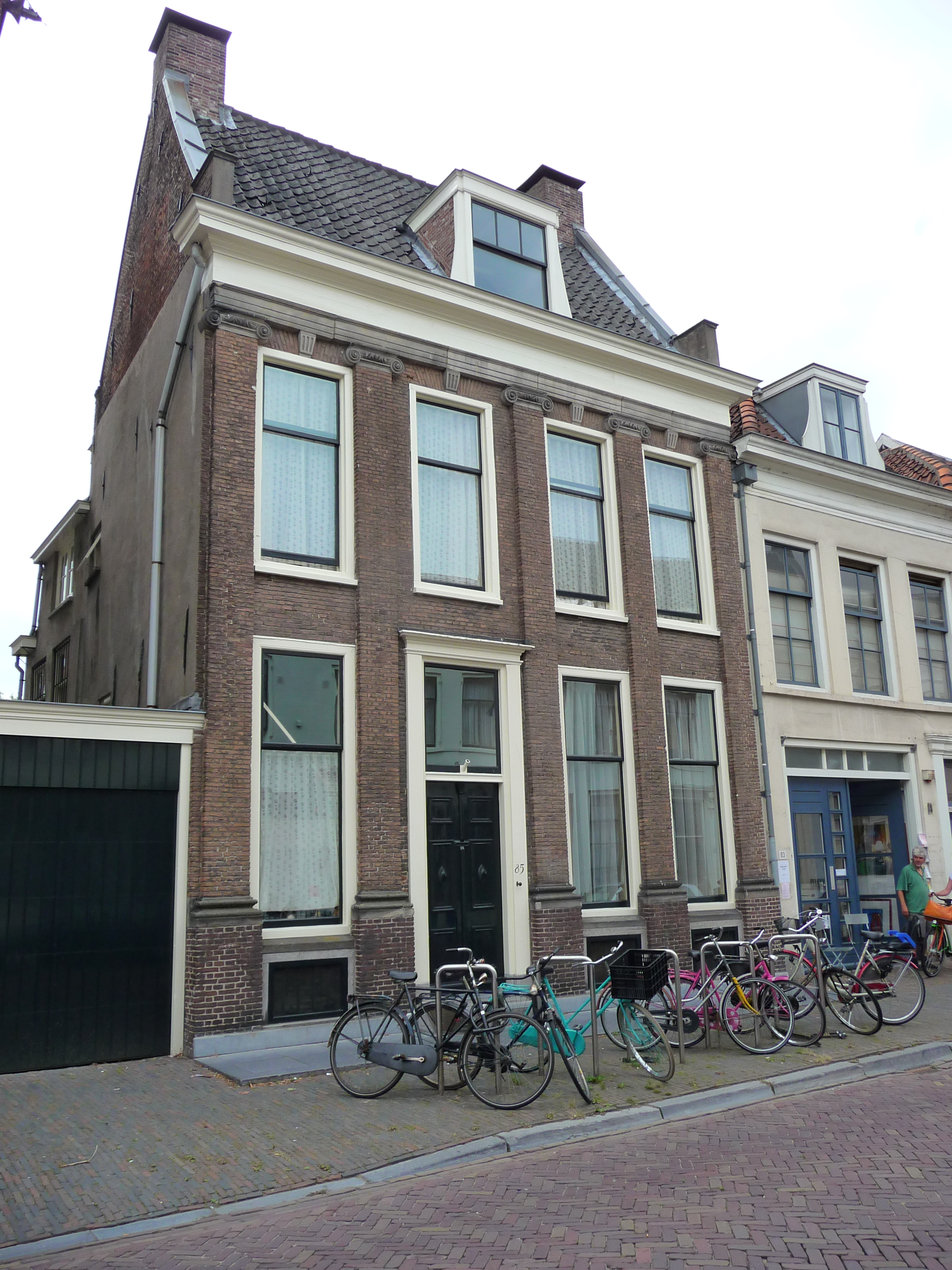
Lange Nieuwstraat 85 te Utrecht
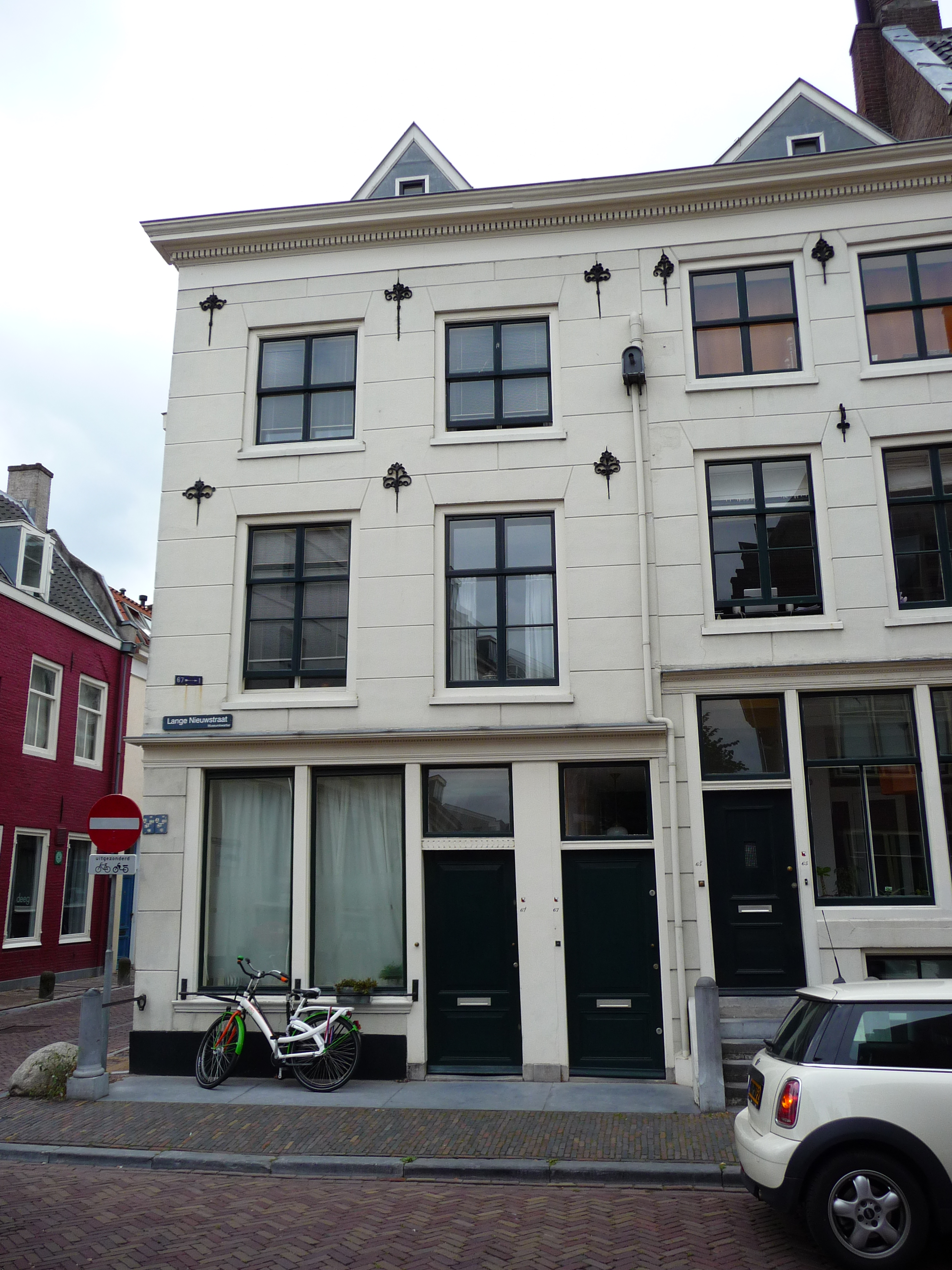
Korte Smeestraat hoek Lange Nieuwstraat 67a te Utrecht
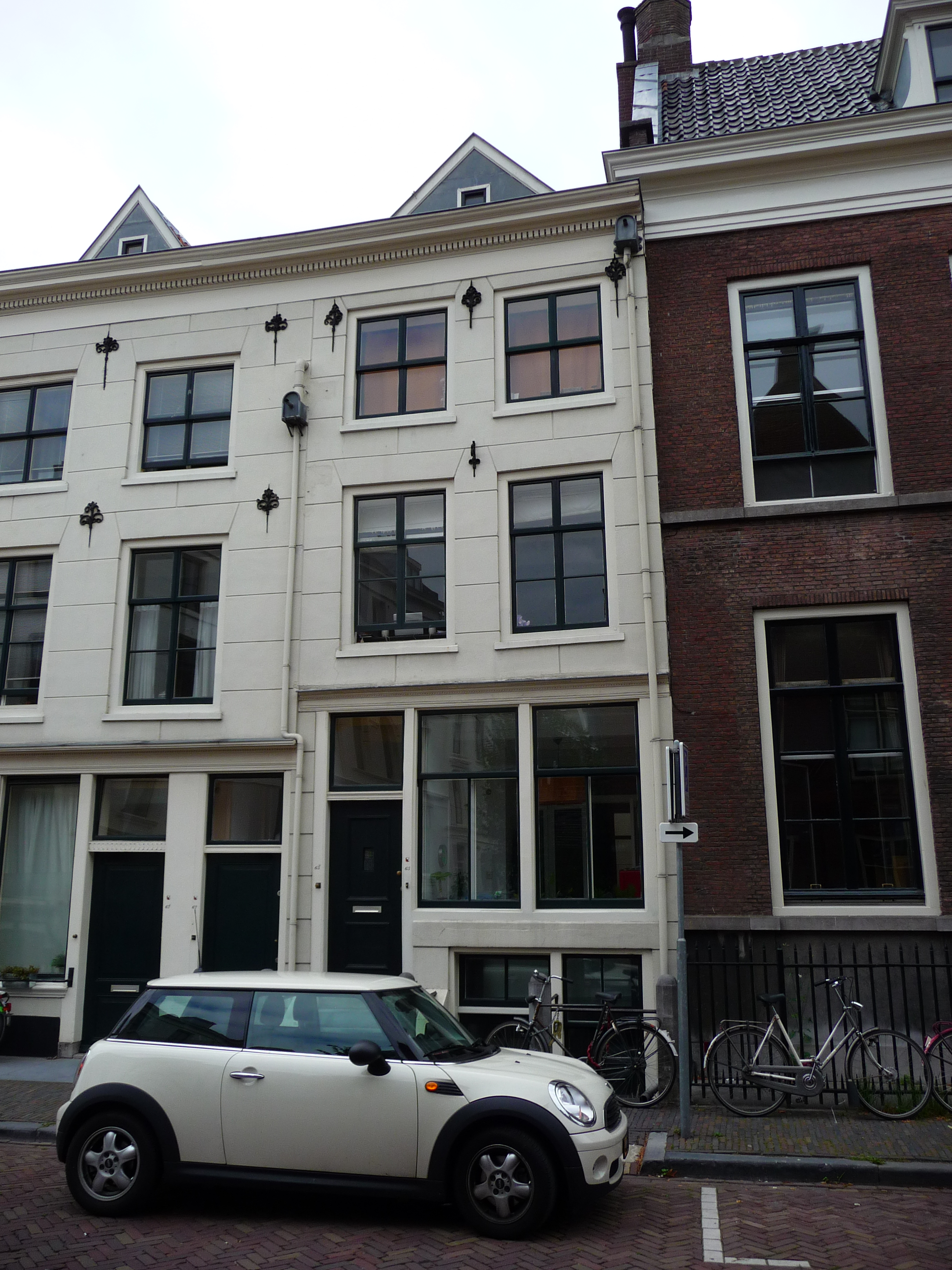
Lange Nieuwstraat 65 te Utrecht
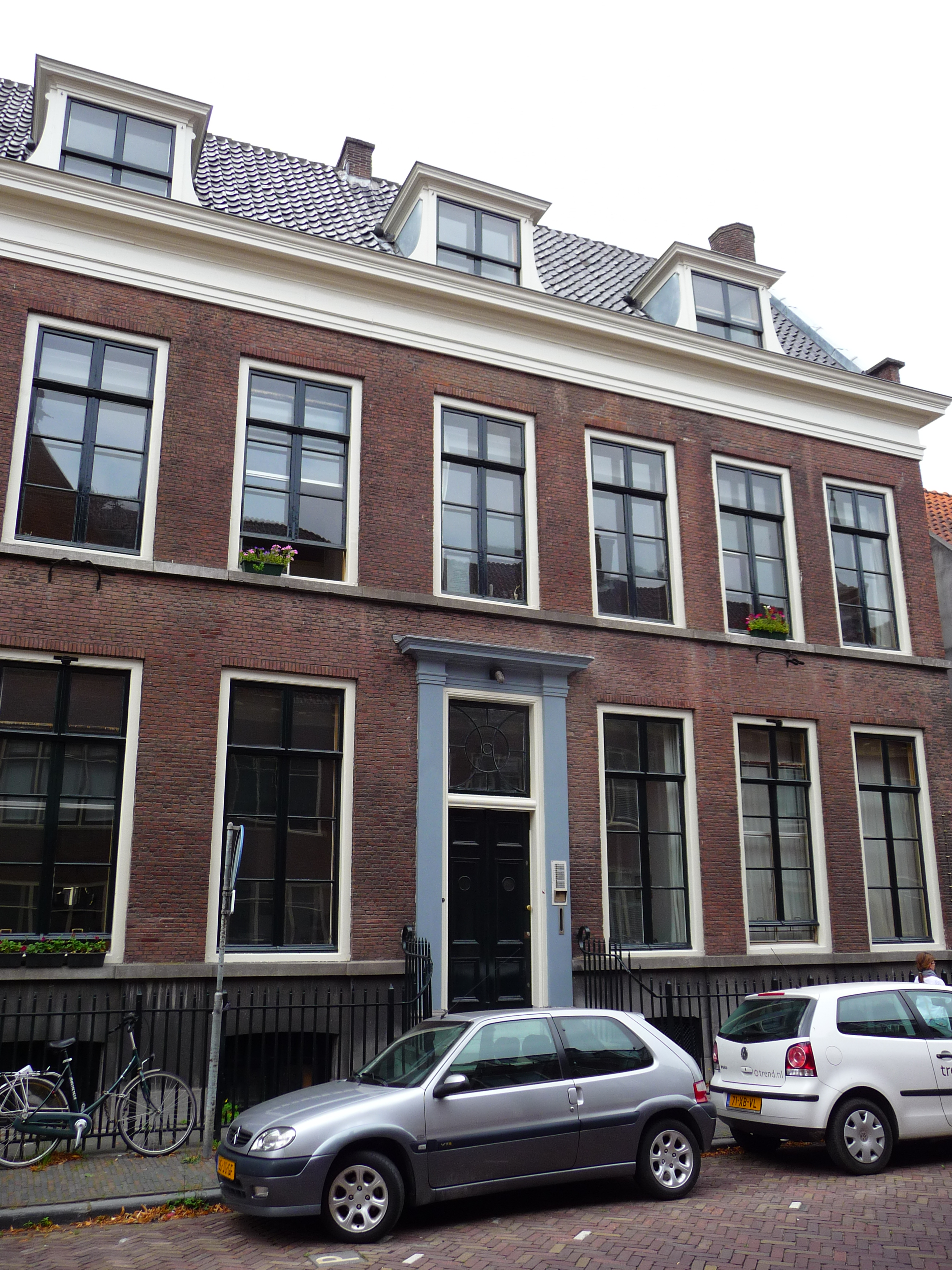
Lange Nieuwstraat 63 te Utrecht
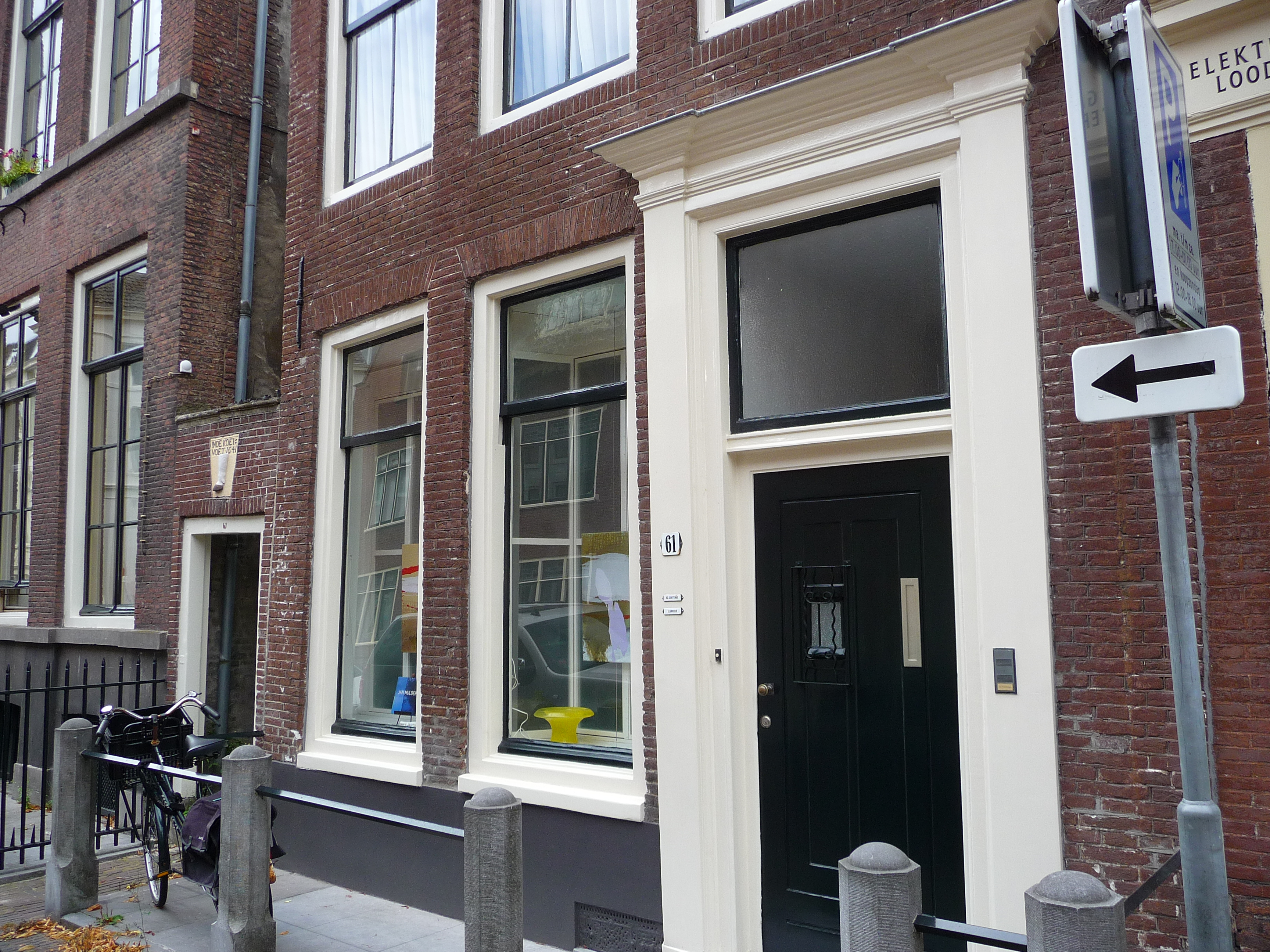
Lange Nieuwstraat 61 te Utrecht
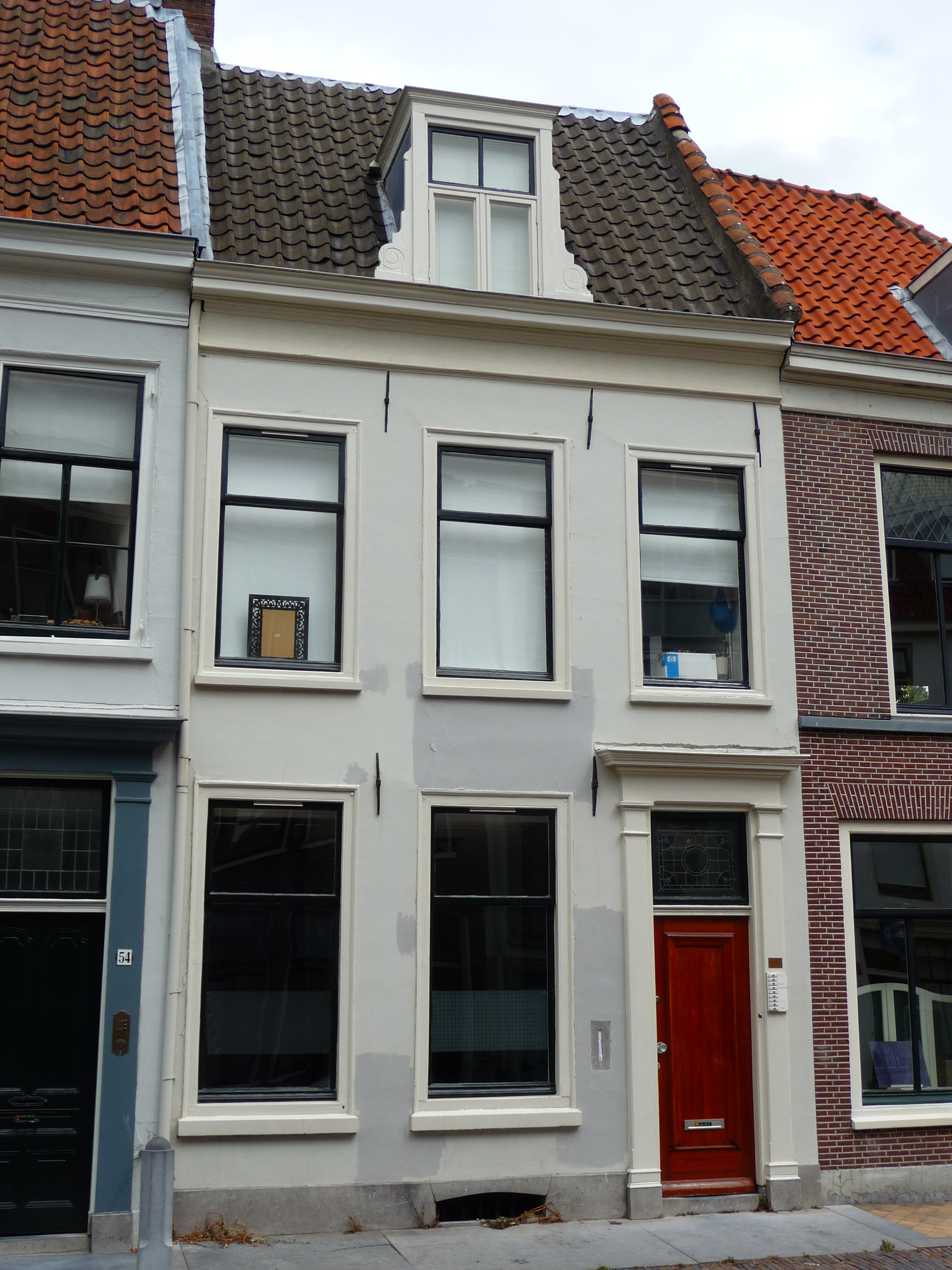
Lange Nieuwstraat 56 te Utrecht
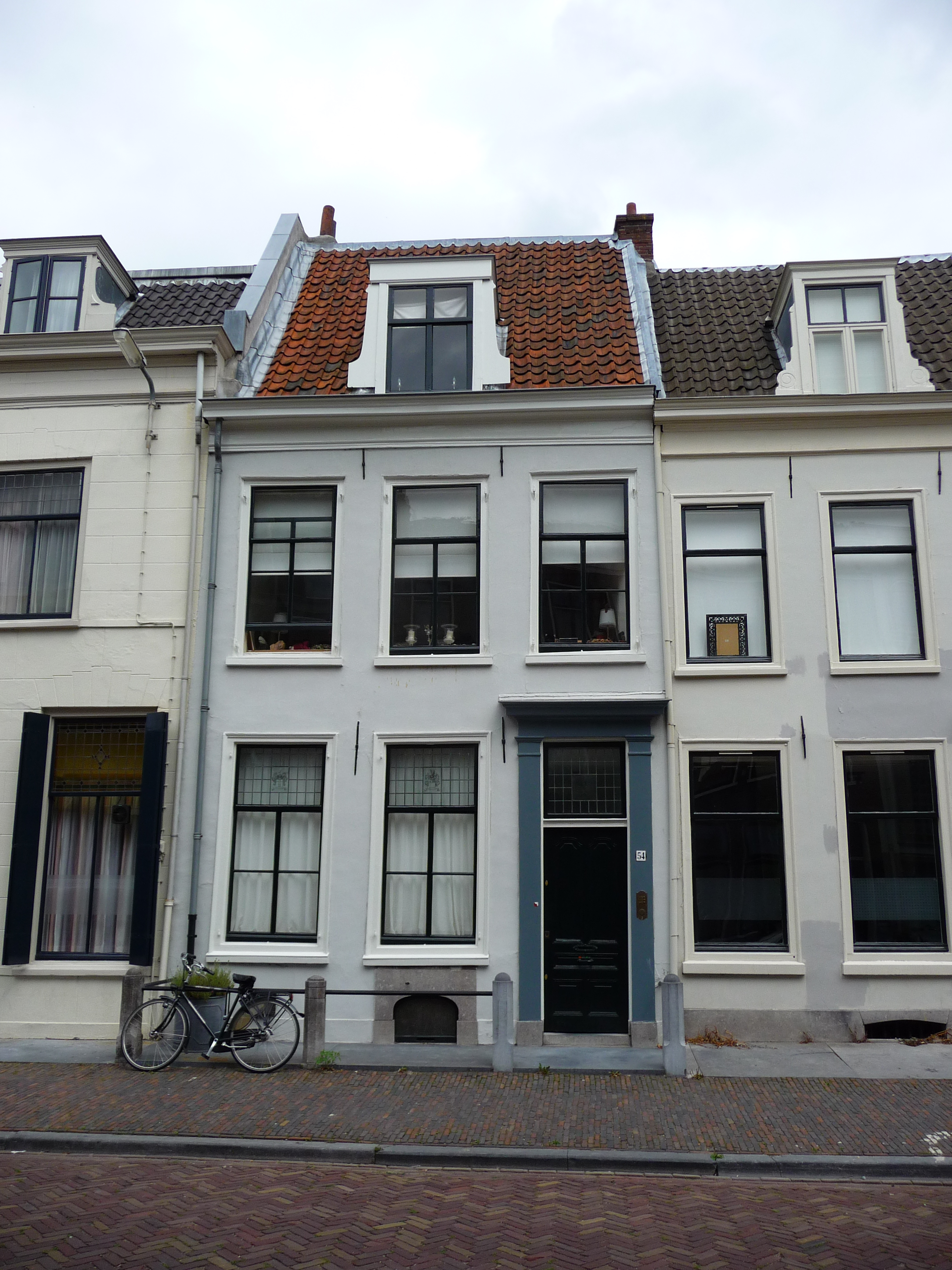
Lange Nieuwstraat 54 te Utrecht
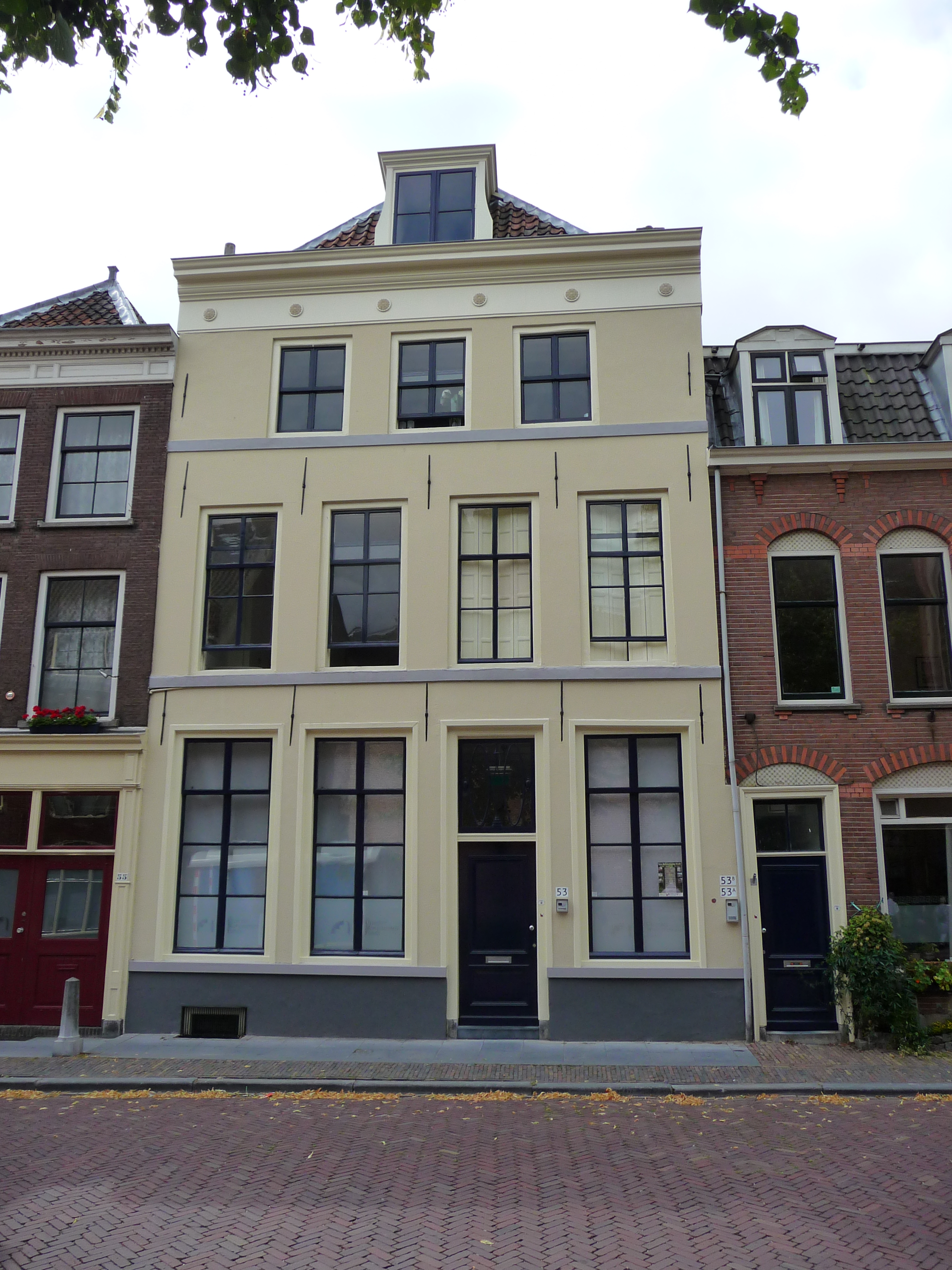
Lange Nieuwstraat 53 te Utrecht
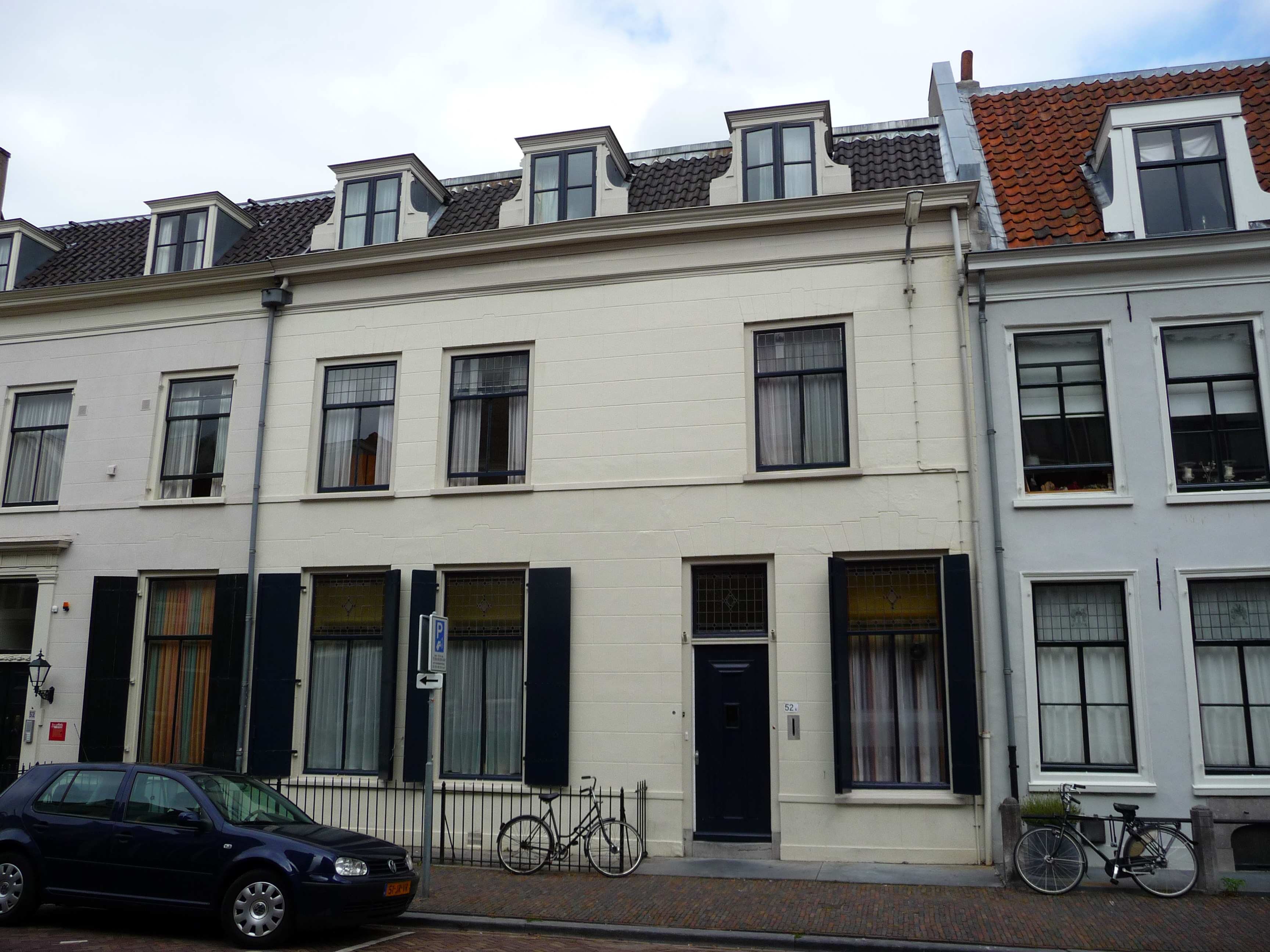
Lange Nieuwstraat 52a te Utrecht
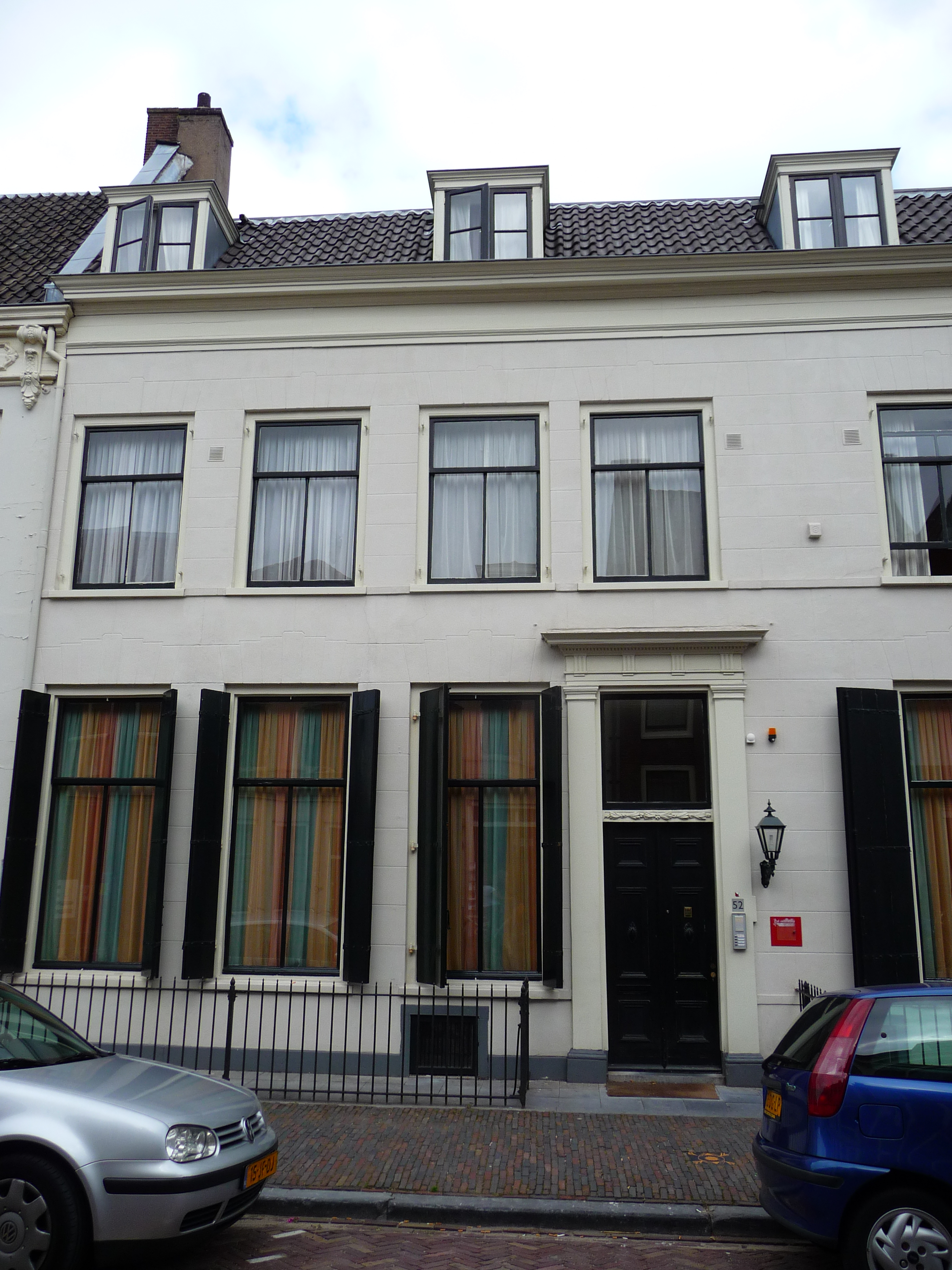
Lange Nieuwstraat 52 te Utrecht
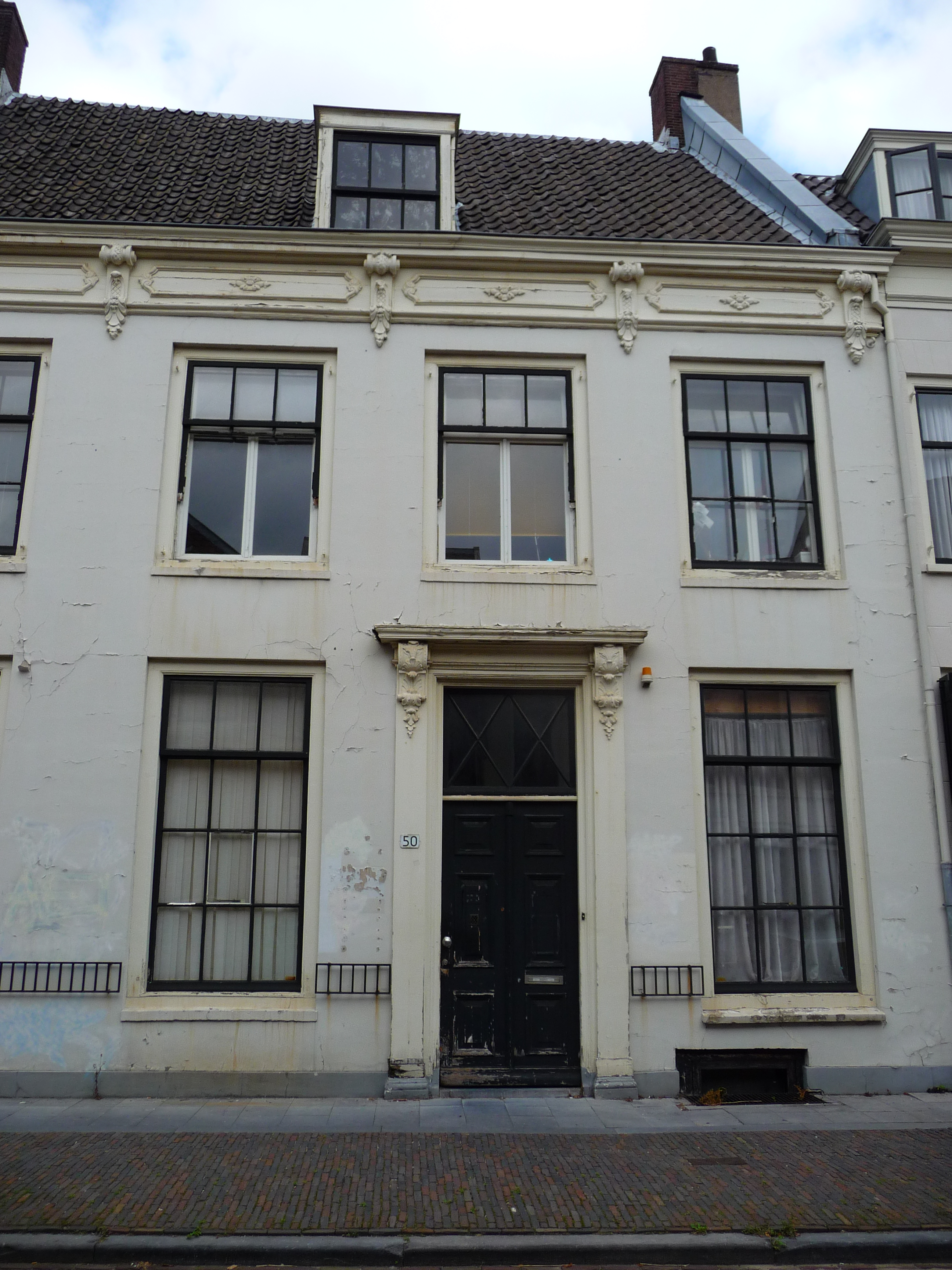
Lange Nieuwstraat 50 te Utrecht
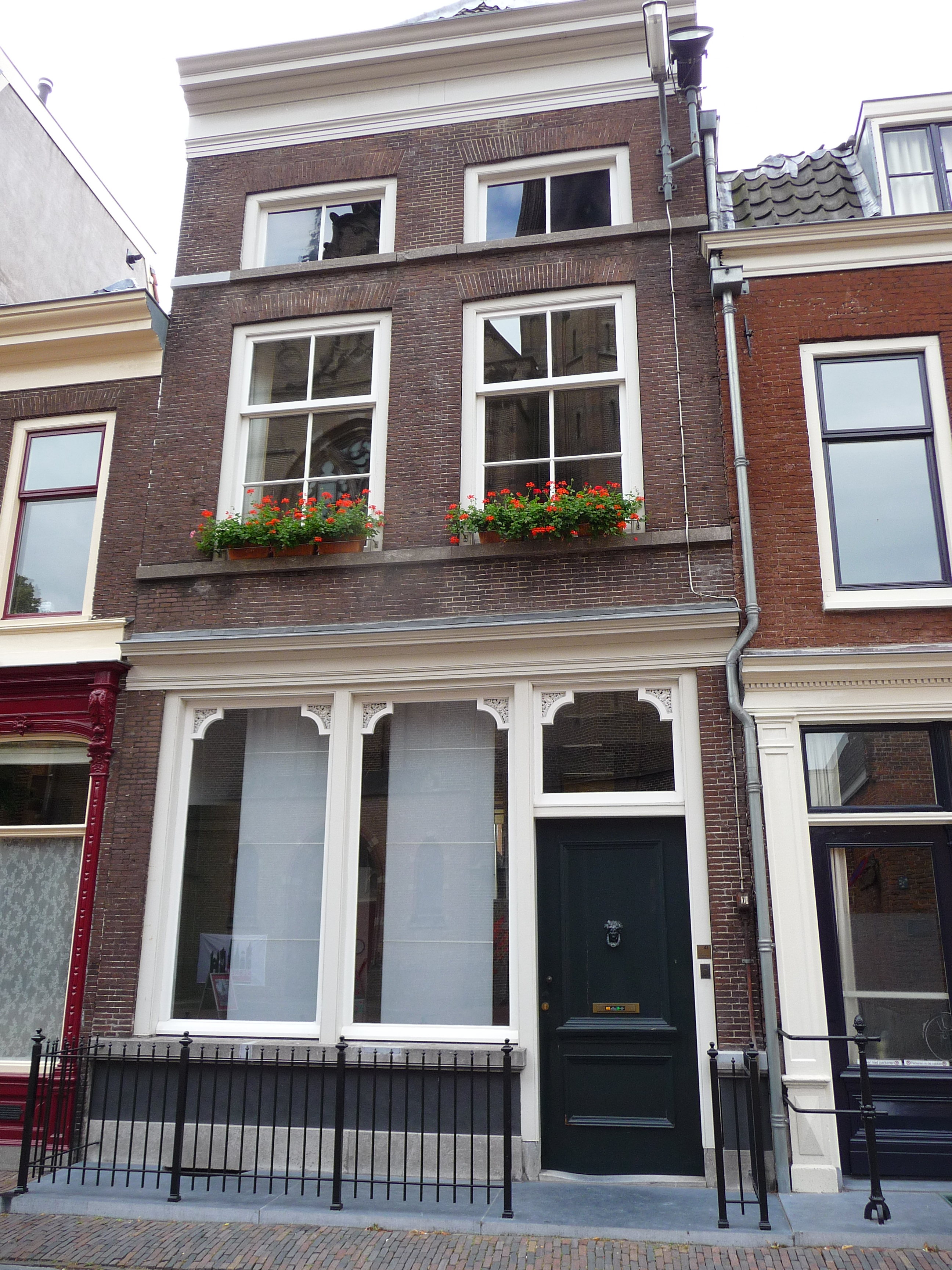
Lange Nieuwstraat 41 te Utrecht
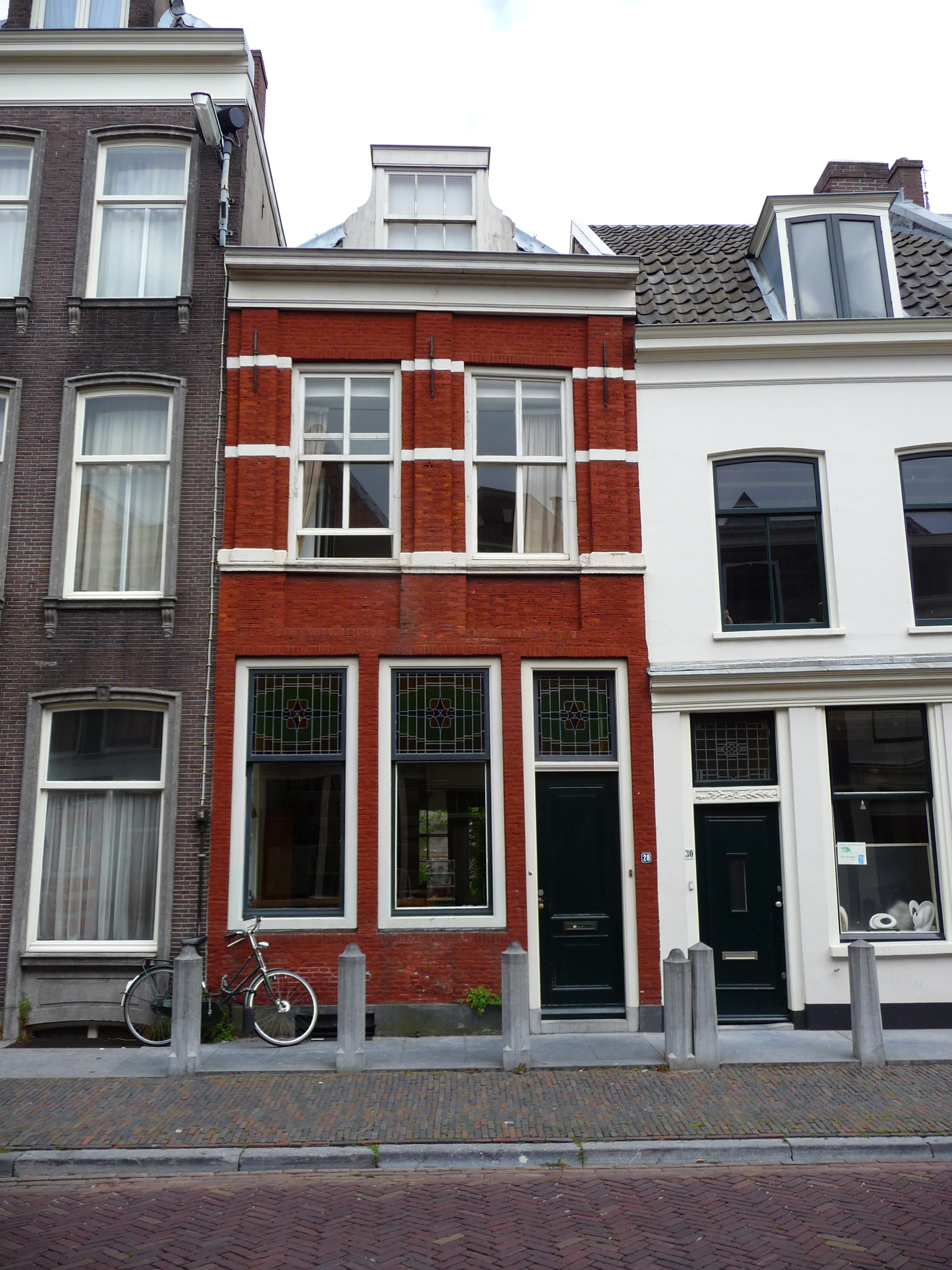
Lange Nieuwstraat 28 te Utrecht
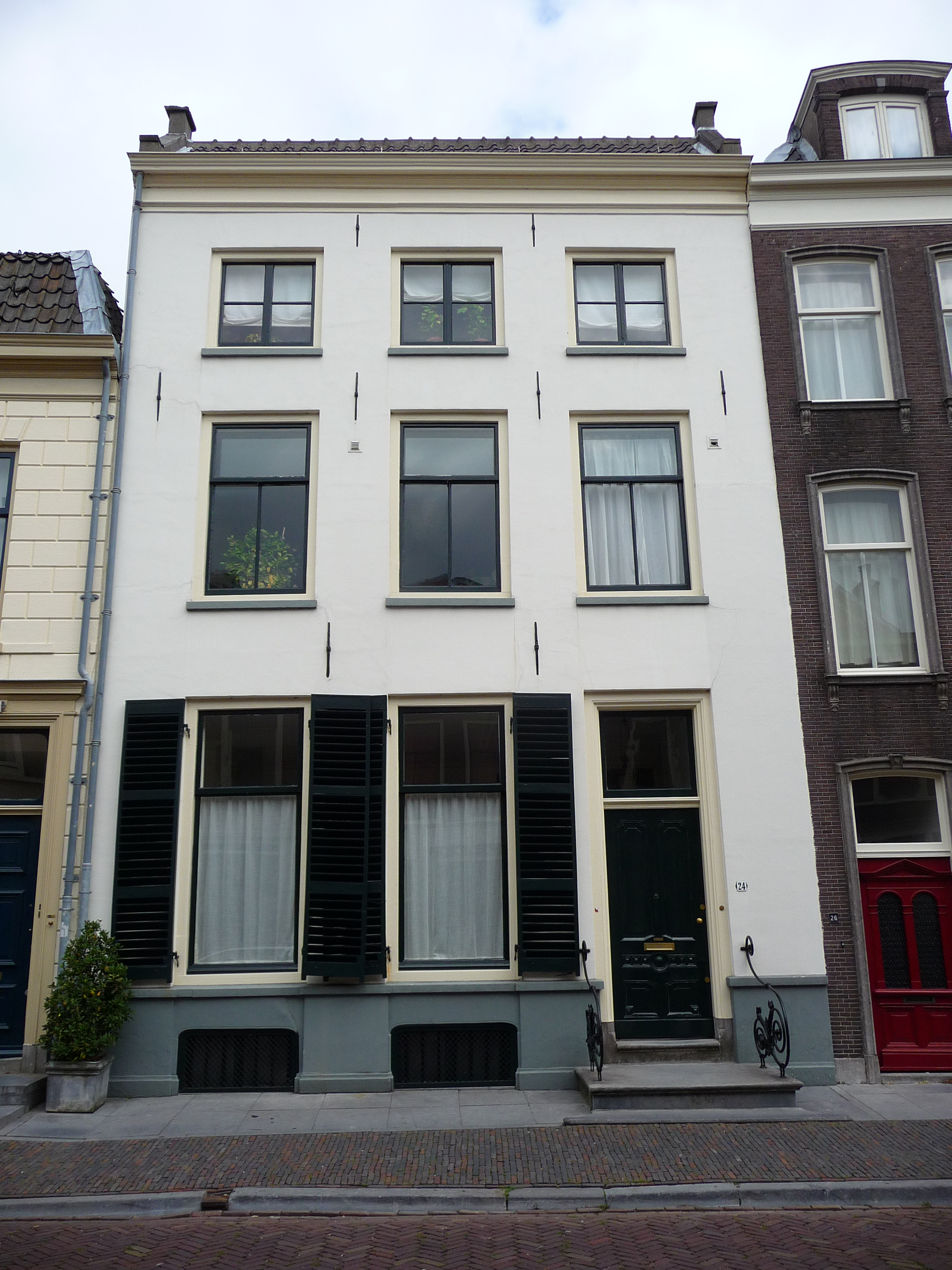
Lange Nieuwstraat 24 te Utrecht
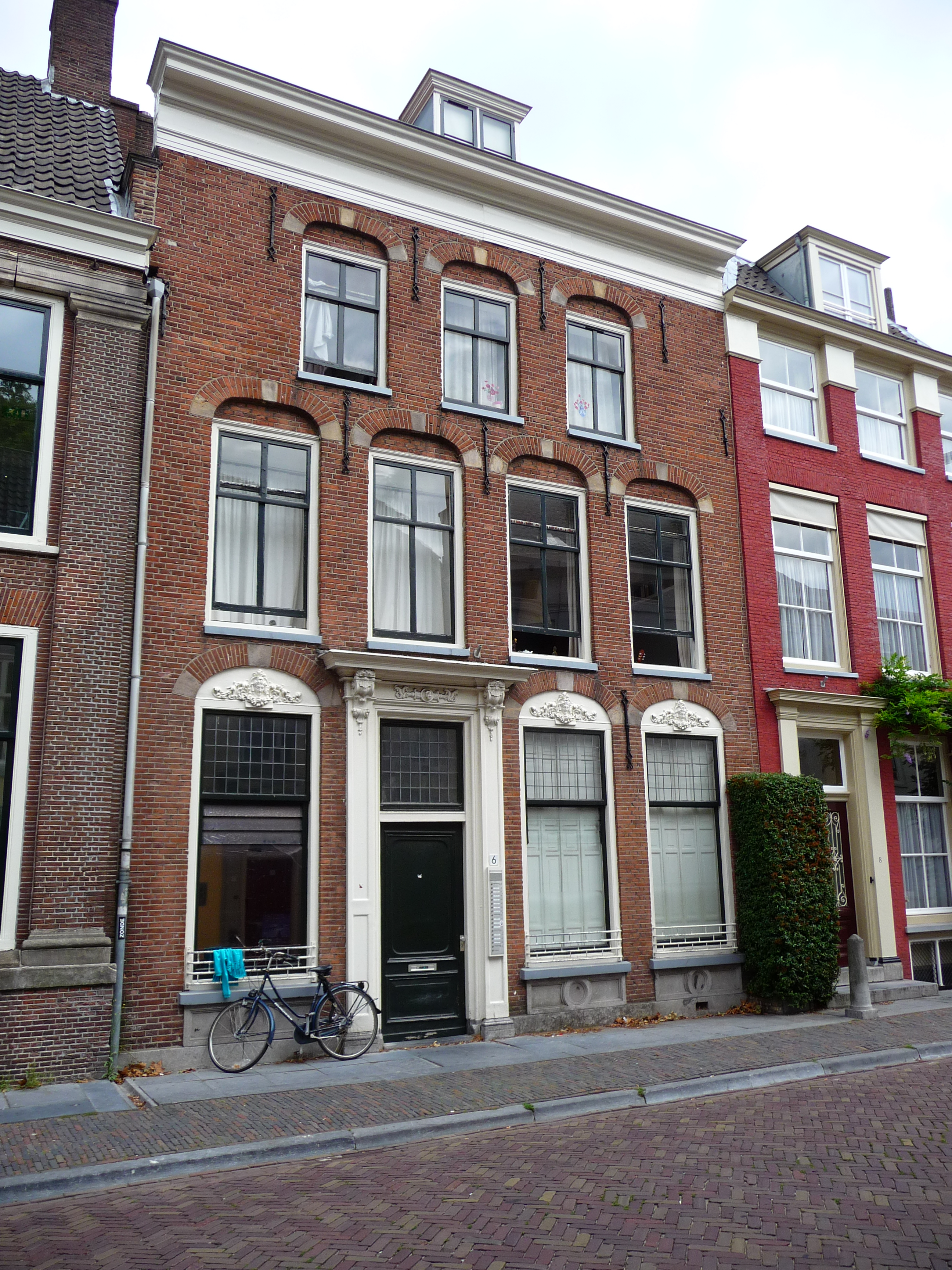
Lange Nieuwstraat 6 te Utrecht
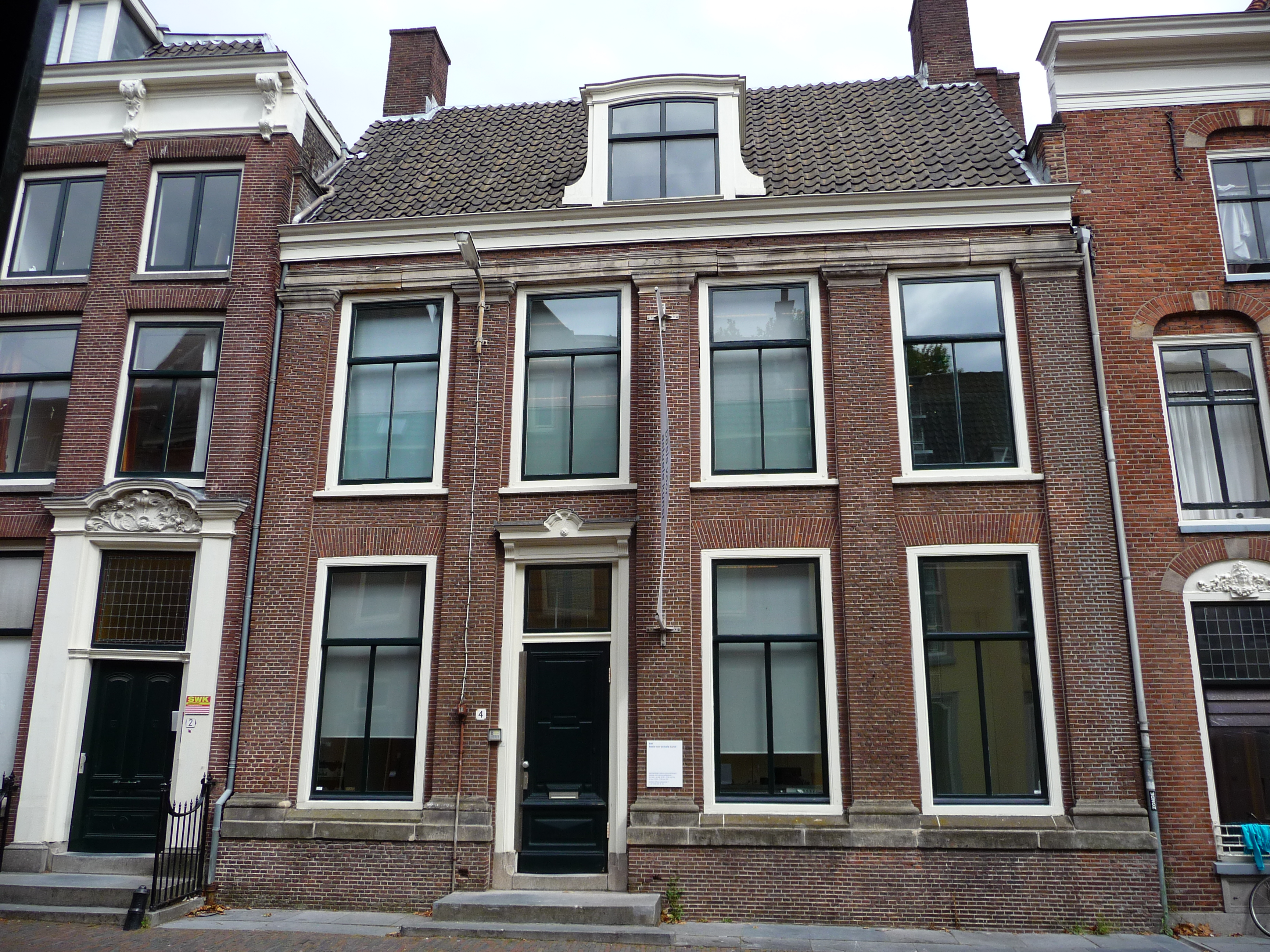
Lange Nieuwstraat 4 te Utrecht
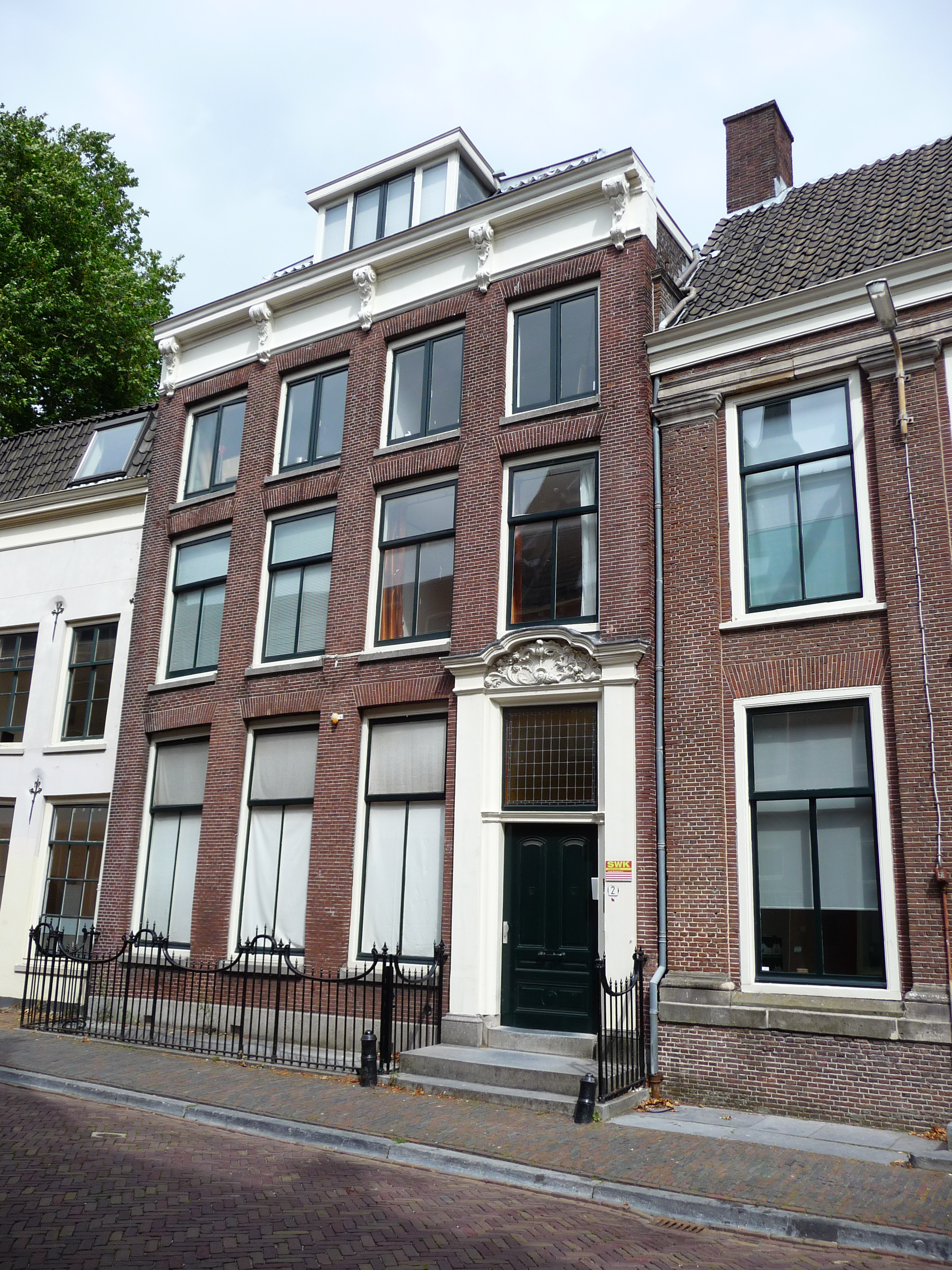
Lange Nieuwstraat 2 te Utrecht
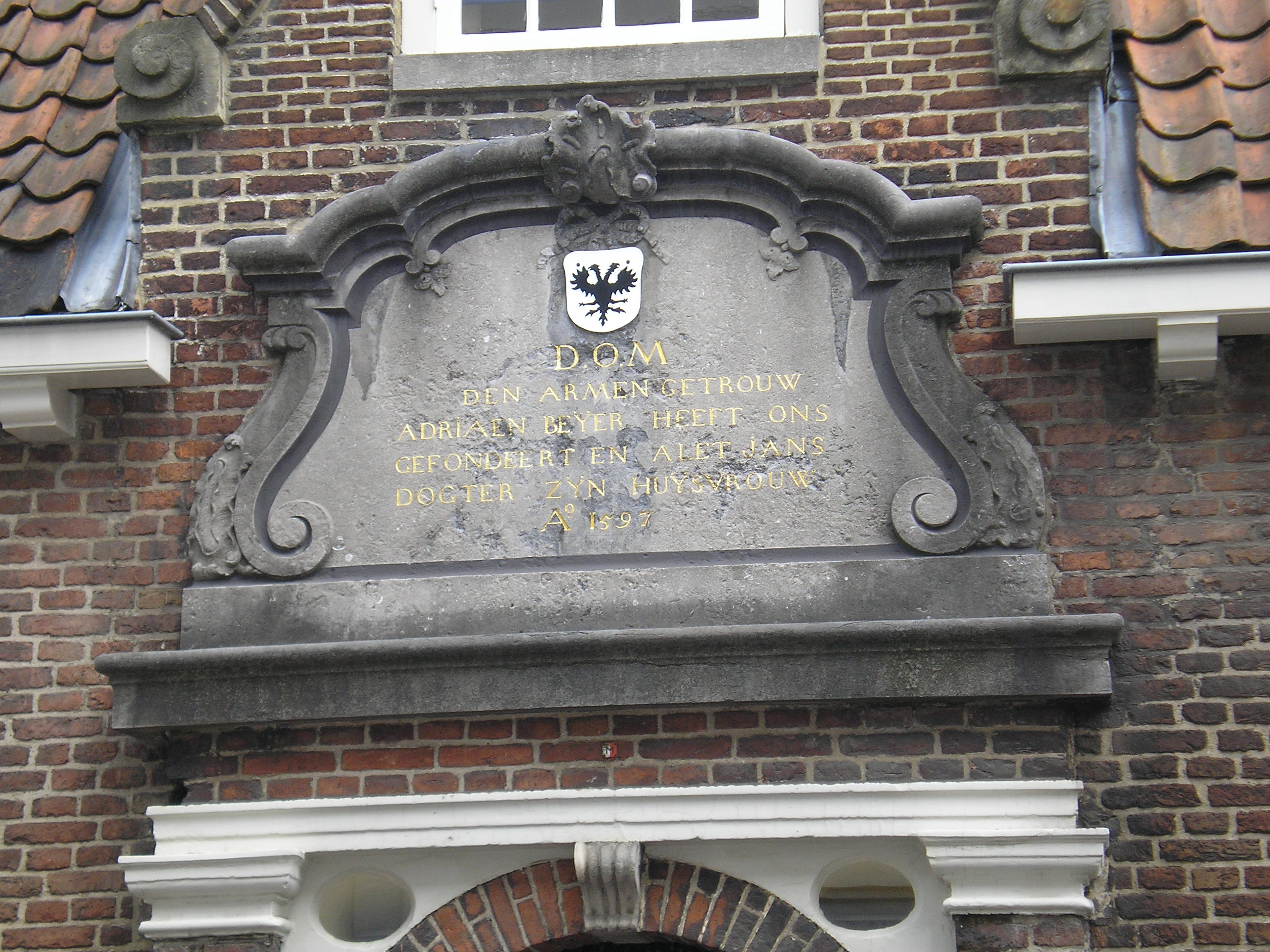
Gevelsteen Beyerskameren in de Lange Nieuwstraat te Utrecht
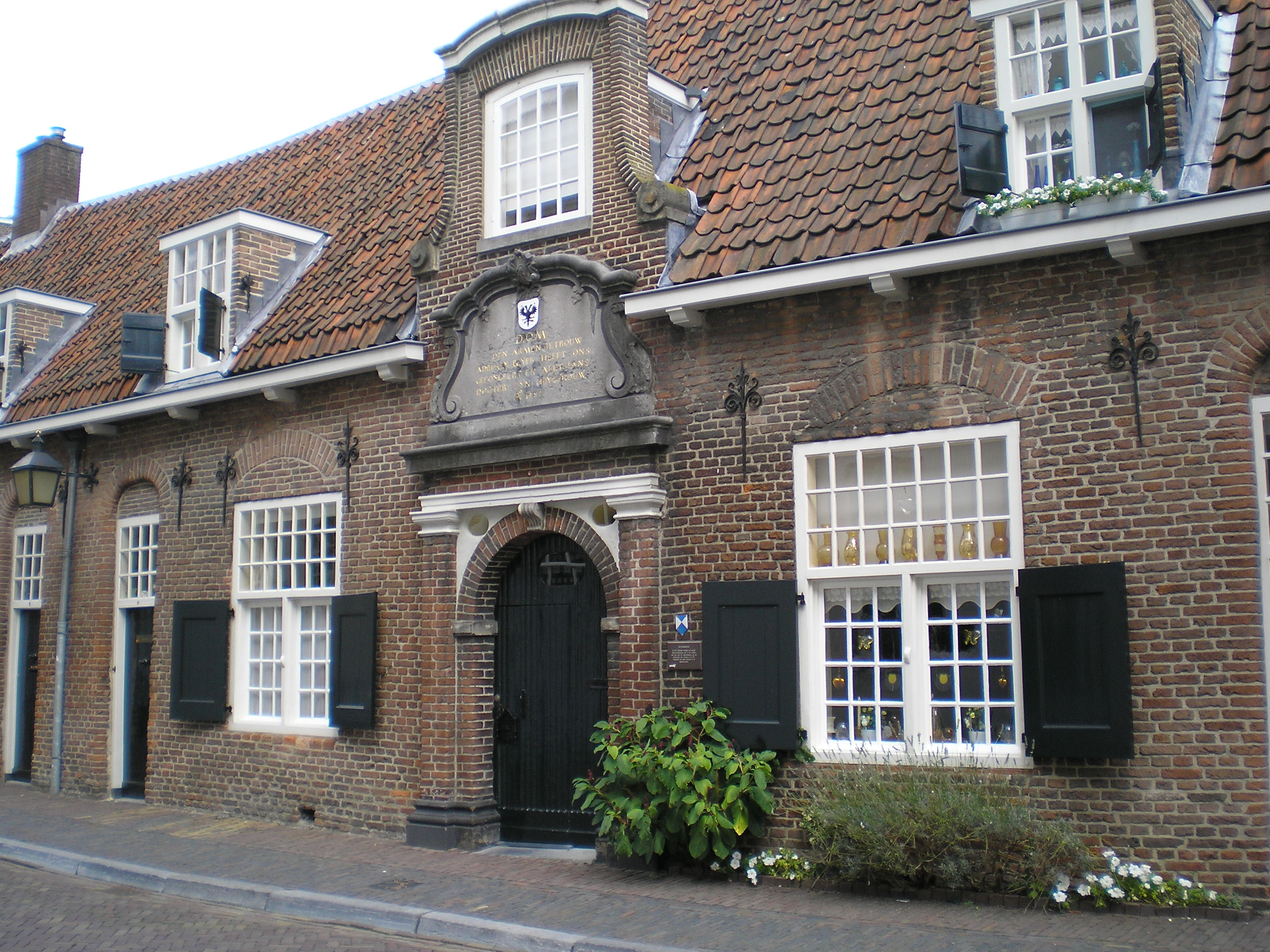
Beyerskameren in de Lange Nieuwstraat te Utrecht